# 1974 en littérature
| Années de la littérature : 1971 - 1972 - 1973 - 1974 - 1975 - 1976 - 1977    |
| Décennies de la littérature : 1940 - 1950 - 1960 - 1970 - 1980 - 1990 - 2000 |

Cet article présente les faits marquants de l'année 1974 en littérature.

## Évènements
- 13 février : L’écrivain Alexandre Soljenitsyne, auteur de L'Archipel du Goulag, publié en russe à Paris (décembre 1973), est expulsé d’URSS. Le livre est publié en juin en français.

## Parutions

### Biographies
- Jacques-Henry Bornecque, Villiers de l'Isle-Adam, créateur et visionnaire, éd. Nizet

### Essais
- Michel Bougard, La chronique des ovnis, éd. Jean-Pierre Delarge. Ufologie
- Andrea Dworkin, Woman hating : A Radical Look at Sexuality, New York, Penguin Books, 1974  (ISBN 0452268273 et 0-525-48397-7)
- Jean-Marie Domenach et Michel de Certeau, Le Christianisme éclaté, Paris, Éditions du Seuil
- Henri Laborit : La Nouvelle Grille.
- Roger Lewinter, Groddeck et le Royaume Millénaire de Jérôme Bosch, Champ libre.
- Jean-Pierre Richard, Proust et le monde sensible, Seuil.
- André Roumieux, Je travaille à l'asile d'aliénés, Éditions Champ libre.
- Raymond Ruyer, La Gnose de Princeton.
- Norodom Sihanouk : La CIA contre le Cambodge, éd. Maspero.

### Histoire
1. Norbert Elias, La Société de cour.

### Livres d'Art
1. Georges Ribemont-Dessaignes, Dada. Manifestes, poèmes, nouvelles, articles, projets, théâtre, cinéma, chroniques (1915-1929), Éditions Champ libre.

### Livres politiques
1. Michel Bakounine, Œuvres Complètes, Volume 2 : L'Italie 1871-1872, Éditions Champ libre.

### Nouvelles
1. Passage de l'amour de Pascale Roze, Éditions Stock.
2. Le Prince blessé et autres nouvelles de René Barjavel.

### Poésie
1. Matilde Camus, poète espagnole publie Templo del Alba ("Temple de l'aube").
2. Jean-Pierre Desthuilliers publie Le Cristal opaque

### Publications
1. Christian Delacampagne : (sec) Antipsychiatrie ou les voies du sacré, éd. Grasset, 1974
2. Robert M. Pirsig (Américain) : Traité du zen et de l'entretien des motocyclettes
3. Charles Trenet (avec Michel Guiré-Vaka) : Une noix
4. Charles Trenet (avec Michel Guiré-Vaka) : Qu'y a-t-il à l'intérieur d'une noix?

### Romans
Tous les romans parus en 1974

#### Auteurs francophones
1. Louis Aragon Théâtre/Roman, éd. Gallimard.
2. Romain Gary : La Vie devant soi, éd. Mercure de France, Prix Goncourt 1975.
3. Patrick Grainville, L'Abîme, éd. Gallimard.
4. Michel Jeury, Les Singes du temps, éd. Robert Laffont.
5. Françoise Sagan, Un profil perdu, éd. Flammarion.

#### Auteurs traduits
1. Elsa Morante : La Storia.
2. Alexandre Soljenitsyne, L'Archipel du Goulag.
3. Ira Levin : Les Femmes de Stepford.

## Prix littéraires et récompenses
Prix Nobel de littérature attribué à Eyvind Johnson et Harry Martinson

## Principales naissances
- 8 avril : Nnedi Okorafor, écrivain américaine de science-fiction et de fantasy.
- 16 mai : Benjamin, auteur chinois de romans et de bandes dessinées.
- 18 décembre : Mazarine Pingeot, écrivaine française.
- Date non précisée : 
  - Monika Hausammann, femme de lettres et journaliste suisse.
  - Valério Romão, romancier portugais.

## Principaux décès
- 3 janvier : Sonoike Kinyuki, auteur japonais (°1886).
- 18 avril : Marcel Pagnol, écrivain français, auteur de La Gloire de mon père, Jean de Florette, Manon des sources (°1895).
- 29 juillet : Erich Kästner, écrivain et scénariste allemand, créateur de spectacles de cabaret et auteur de littérature jeunesse (° 1899).
- 12 novembre : Þórbergur Þórðarson, écrivain islandais (° 1889).
- Dates non renseignées ou inconnues :
  - * Sigurdur Nordal, écrivain et poète islandais (° 1886).